# سفاد
السِّفَاد أو الجماع في علم الحيوان هو السلوك الجنسي الحيواني الذي يدخل فيه الذكر الحيوانات المنوية في جسم الأنثى، وخاصة مباشرة في الجهاز التناسلي. هذا جانب من جوانب التزاوج. تستخدم العديد من الحيوانات التي تعيش في الماء الإخصاب الخارجي، في حين أن الإخصاب الداخلي قد يكون قد تطور من الحاجة إلى الحفاظ على الجاميت في وسط سائل في العصر الأوردوفيشي المتأخر. يحدث الإخصاب الداخلي مع العديد من الفقاريات (مثل جميع الزواحف وبعض الأسماك ومعظم الطيور) عن طريق السِّفاد المذرق، المعروف باسم قُبلة المذرق، بينما تتزاوج الثدييات عن طريق المهبل، وتتكاثر العديد من الفقاريات القاعدية جنسياً مع الإخصاب الخارجي.

## في العناكب والحشرات

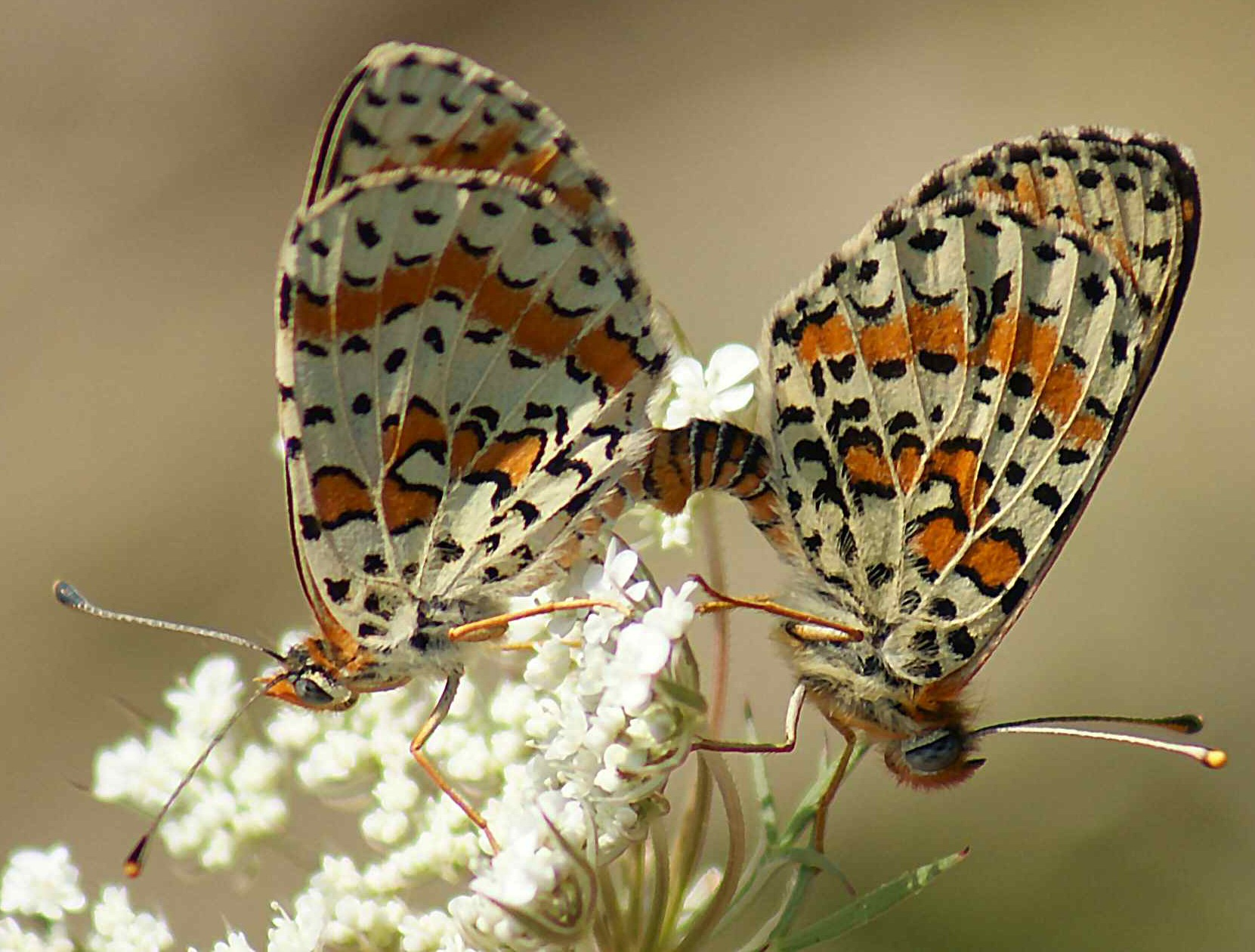
تزاوج الفراشات

غالبا ما يُخلط بين العناكب والحشرات، لكنها ليست حشرات. بدلاً من ذلك، هم عنكبيات. العناكب لها جنسان منفصلان من الذكور والإناث. قبل التزاوج والسِّفاد، يدور العنكبوت الذكر شبكة صغيرة ويقذف عليها. ثم يقوم بتخزين الحيوانات المنوية في خزانات على اللامسة القدمية الكبيرة الحاصة به، والتي ينقل منها الحيوانات المنوية إلى الأعضاء التناسلية للأنثى. يمكن للإناث تخزين الحيوانات المنوية إلى أجل غير مسمى.
بالنسبة للحشرات البدائية، يودع الذكر سبيرماتوزون (الحيوانات المنوية) على الركيزة، وتُخزن أحياناً داخل بنية خاصة؛ تتضمن المغازلة حث الأنثى على تناول حزمة الحيوانات المنوية في فتحة أعضائها التناسلية، ولكن لا يوجد سِفاد فعلي. في المجموعات التي تتكاثر بشكل مشابه للعناكب، مثل اليعسوب، يقذف الذكور الحيوانات المنوية إلى هياكل سِفادية ثانوية تُزال من فتحة الأعضاء التناسلية، والتي تستخدم بعد ذلك لتلقيح الأنثى. في اليعسوب، هي مجموعة من القص المعدلة في الجزء البطني الثاني. في مجموعات متقدمة من الحشرات، يستخدم الذكر القضيب، وهو هيكل يتكون من الأجزاء الطرفية من البطن، لإيداع الحيوانات المنوية مباشرة (على الرغم من أنه في بعض الأحيان في كبسولة تسمى حامل منوي) في الجهاز التناسلي للأنثى.

## في الثدييات

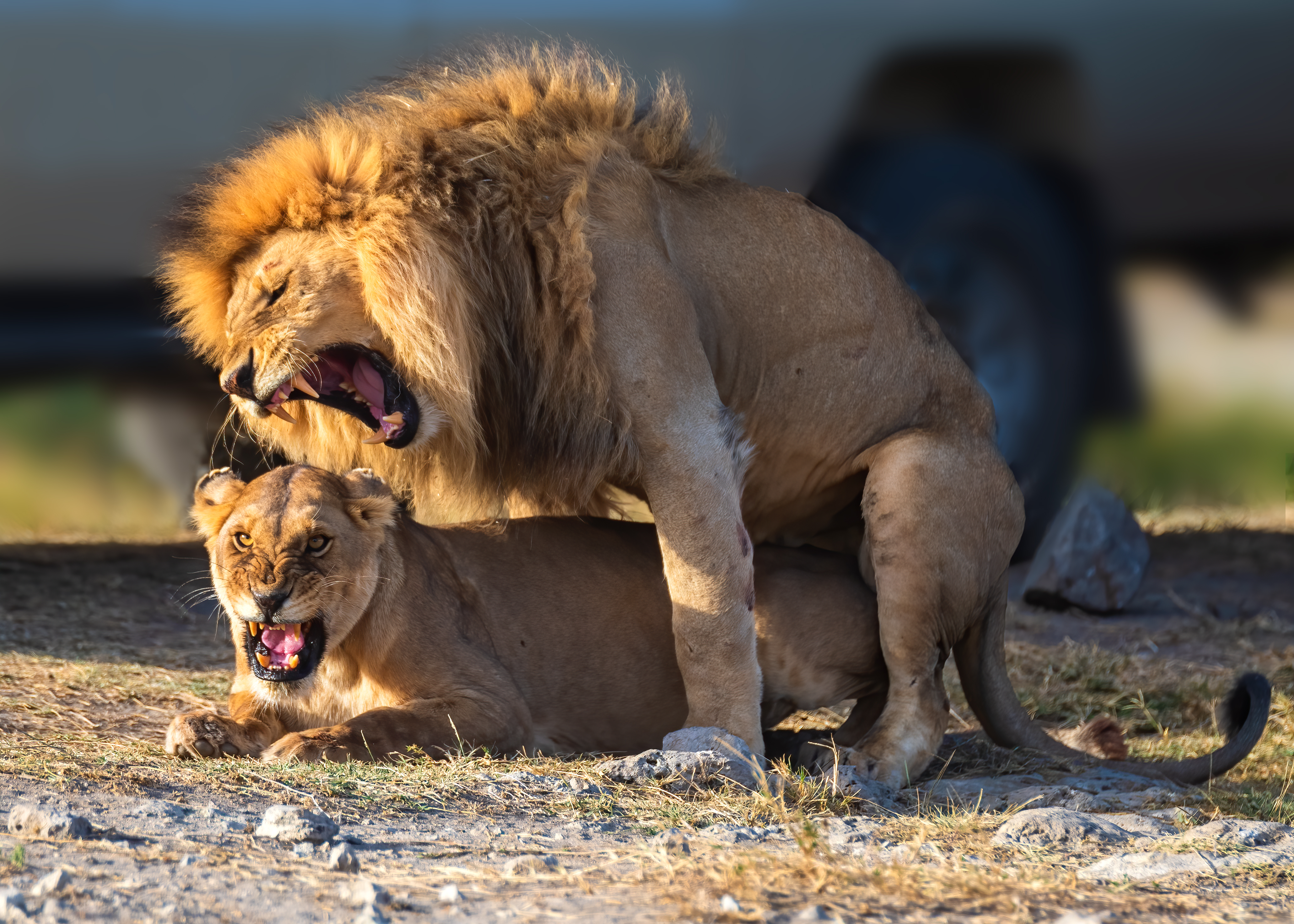
زوج أسد أفريقي يتزاوج في محمية سيرينجيتي الوطنية، تنزانيا

يمكن تصنيف السلوك الجنسي إلى حالات سلوكية مرتبطة بدافع المكافأة ("الرغبة")، وإتمام المكافأة المعروف أيضاً باسم المتعة ("الإعجاب")، والشبع ("التثبيط")؛ تُنظم هذه الحالات السلوكية في الثدييات عن طريق التعلم الجنسي القائم على المكافأة، والتقلبات في المواد الكيميائية العصبية المختلفة (أي الدوبامين - الرغبة الجنسية المعروفة أيضاً باسم "الرغبة"؛ نورإبينفرين - الإثارة الجنسية؛ الأوكسايتوسين والميلانوكورتين - الانجذاب الجنسي)، ودورات هرمون الغدد التناسلية وتتأثر كذلك بالفيرومونات الجنسية وردود الفعل الحركية (أي سلوك قعس) في بعض الثدييات. ترتبط هذه الحالات السلوكية بمراحل دورة الاستجابة الجنسية البشرية: الدافع - الإثارة، الانتهاء - الهضبة والنشوة الجنسية؛ الشبع - الانكسار. يحدث التعلم الجنسي (شكل من أشكال التعلم الترابطي) عندما يبدأ الحيوان في ربط السمات الجسدية والشخصية والإشارات السياقية والمحفزات الأخرى بالمتعة الجنسية المستحثة بالأعضاء التناسلية. بمجرد تشكيلها، تؤثر هذه الجمعيات بدورها على كل من الرغبة الجنسية والإعجاب الجنسي.
في معظم الثدييات الأنثوية، يُتحكم في فعل السِّفاد من خلال العديد من العمليات البيولوجية العصبية الفطرية، بما في ذلك المنعكس الجنسي الحركي للقعس. في الذكور، يكون فعل السِّفاد أكثر تعقيداً، لأن بعض التعلم ضروري، لكن العمليات الفطرية (التحكم في ارتداد القضيب في المهبل، والحركة الإيقاعية للحوض، والكشف عن الفيرومونات الأنثوية) خاصة بالسِّفاد. هذه العمليات الفطرية توجه السِّفاد من جنسين مختلفين. أصبح سلوك قعس الإناث ثانوياً في بشرانيات وغير وظيفي في البشر. عادة ما تتزاوج الثدييات في وضع ظهري بطني، على الرغم من وجود بعض أنواع الرئيسيات التي تتزاوج في وضع بطني تهبيني.
تمتلك معظم الثدييات عضواً ميكعياً أنفياً يشارك في الكشف عن الفرمون، بما في ذلك الفيرومونات الجنسية. على الرغم من حقيقة أن البشر لا يمتلكون هذا العضو، يبدو أن البشر البالغين حساسون لبعض الفيرومونات الثديية التي تستطيع بروتينات مستقبلات الفيرومون المفترضة في الظهارة الشمية اكتشافها. في حين أن الفيرومونات الجنسية تلعب دوراً واضحاً في تعديل السلوك الجنسي في بعض الثدييات، فإن القدرة على الكشف العام عن الفرمون ومشاركة الفيرومونات في تنظيم السلوك الجنسي البشري لم تُحدد بعد.
تختلف مدة السِّفاد اختلافاً كبيراً بين أنواع الثدييات، وقد تكون مرتبطة بكتلة الجسم، وتستمر لفترة أطول في الثدييات الصغيرة مقارنة بالثدييات الكبيرة.